# Stijn Neirynck
Pour les articles homonymes, voir Neirynck.
Stijn Neirynck (né le 14 septembre 1985 à Tielt) est un coureur cycliste belge, membre de l'équipe Topsport Vlaanderen-Baloise de 2009 à 2013. Son cousin Yves Lampaert le rejoint dans cette équipe en 2013.

## Palmarès
- 2006
  - 3e étape du Tour de Moselle
  - 3e de la Gooikse Pijl
  - 3e de Paris-Tours espoirs
- 2007
  - 2e de l'Internationale Wielertrofee Jong Maar Moedig
- 2008
  - Internationale Wielertrofee Jong Maar Moedig
  - Circuit du Pévèle
  - 4e étape des Trois Jours de Cherbourg
  - 2e du Tour de Namur
  - 2e de la Gooikse Pijl
  - 3e de Gand-Staden
  - 3e du Mémorial Danny Jonckheere
- 2012
  - 2e du Grand Prix Jef Scherens

## Classements mondiaux
| Année           | 2007 | 2008 | 2009  | 2010 | 2011 | 2012 |
| --------------- | ---- | ---- | ----- | ---- | ---- | ---- |
| UCI Europe Tour | 571e | 355e | 1077e | 785e | 814e | 141e |